# 43414 Sfair
43414 Sfair è un asteroide della fascia principale. Scoperto nel 2000, presenta un'orbita caratterizzata da un semiasse maggiore pari a 2,2607696 au e da un'eccentricità di 0,1659536, inclinata di 4,09037° rispetto all'eclittica.